# Jean-Guy Bergeron
Pour les articles homonymes, voir Bergeron.
Jean-Guy Bergeron, né le 23 octobre 1927 à Montréal et mort le 20 juin 2018 à Deux-Montagnes, est un dentiste et homme politique québécois, député de Deux-Montagnes à l'Assemblée nationale du Québec sous la bannière du Parti libéral du Québec des élections générales de 1989 aux élections générales de 1994, dans lesquelles il ne se représente pas. Il tente sans succès d'être réélu maire de Deux-Montagnes aux élections municipales de 1994.

## Biographie

### Jeunesse et carrière avant la politique
Jean-Guy Bergeron est le fils du barbier Antonio Bergeron et d'Yvette Brousseau,. Il effectue ses études primaires chez les sœurs de Sainte-Croix et termine ses études secondaires au collège Saint-Laurent,. Il obtient son diplôme de l'Université de Montréal en médecine dentaire en 1955,. De 1955 à 1988, il est dentiste à Deux-Montagnes,.

### Carrière politique
De 1964 à 1967, il est conseiller municipal de sa municipalité sous le mandat de Larry Cool,,. En 1966, il se présente sous la bannière de l'Union nationale de Daniel Johnson dans la circonscription de Deux-Montagnes, mais sans succès,,. Il est cependant proche deuxième, terminant à 94 voix du député libéral sortant Gaston Binette. Il se représente aux élections de 1970, mais est encore défait,. De 1978 à 1982, il est de nouveau conseiller municipal à Deux-Montagnes, cette fois-ci sous Clifford D. Parr,,. Il devient maire de la municipalité en 1982, succédant à Clifford D. Parr, et est réélu en 1986,,. De 1984 à 1987, il représente Deux-Montagnes à la Commission industrielle de Mirabel-Sud,. Cette dernière année, il est nommé président de la Régie inter-municipale de l'eau de Deux-Montagnes,. Bergeron est préfet adjoint de la municipalité régionale de comté de Deux-Montagnes en 1989, assistant Guy Bélisle, maire de Saint-Eustache, mais ce poste est de courte durée, car il décide de débuter dans la politique provinciale,.
Aux élections de 1989, il se présente dans sa circonscription sous la bannière du Parti libéral et est conséquemment élu le 25 septembre,. Les résultats sont serrés, car il n'a eu que 515 voix de plus que la péquiste Hélène Robert,. Il est remplacé à la mairie de Deux-Montagnes par Michel Mastromattéo. Il établit son bureau électoral à Saint-Eustache, et devient membre de la Commission d'aménagement et d'infrastructure le 29 novembre 1989. Il fait face durant son mandat à la crise d'Oka et l'échec de l'Accord du lac Meech en 1990. En 1991, il obtient le feu vert de Sam Elkas, ministre des transports, pour la modernisation de la ligne ferroviaire Montréal - Deux-Montagnes, qu'il avait demandée depuis ses mandats de maire,. Il permet aussi l'agrandissement du Centre hospitalier de Saint-Eustache,. Durant son mandat, il développe une affinité particulière avec le maire de Saint-Eustache Claude Carignan, plus tard devenu sénateur, et ses attachés politiques Jacques Hébert et Christian Bellemare. Il ne se représente pas aux élections générales du 12 septembre 1994, mais se présente plutôt aux municipales du 6 novembre,. Il finit deuxième face à Pierre-Benoît Forget, et il quitte ainsi la vie politique,.

### Après la vie politique
À partir de 1997, Jean-Guy Bergeron est bénévole au Centre hospitalier de Saint-Eustache,.
Il meurt le 20 juin 2018 à Deux-Montagnes, âgé de 90 ans,. La cérémonie funéraire a lieu le 7 juillet à l'église Saint-Agapit de Deux-Montagnes. Le 24 juin 1955, il épouse Doris Frenette, avec qui il a au deux enfants, Jean-Yves et France,,. Il était membre du club optimiste (en).
La gare de Deux-Montagnes porte officiellement le nom d'édifice Jean-Guy Bergeron.

## Résultats électoraux
| Inscrits                 | Inscrits                 | Inscrits                 | 9 503     |             |  |  |
| Abstentions              | Abstentions              | Abstentions              | 3 887     | 40,9 %      |  |  |
| Votants                  | Votants                  | Votants                  | 5 616     | 59,1 %      |  |  |
|                          |                          |                          |           |             |  |  |
| Bulletins enregistrés    | Bulletins enregistrés    | Bulletins enregistrés    | 5 616     |             |  |  |
| Bulletins blancs ou nuls | Bulletins blancs ou nuls | Bulletins blancs ou nuls | 0         | 0 %         |  |  |
| Suffrages exprimés       | Suffrages exprimés       | Suffrages exprimés       | 5 616     | 100 %       |  |  |
|                          |                          |                          |           |             |  |  |
|                          | Candidat                 | Parti                    | Suffrages | Pourcentage |  |  |
|                          | Pierre-Benoît Forget     | Équipe Forget            | 3 394     | 60,43 %     |  |  |
|                          | Jean-Guy Bergeron        | Équipe Bergeron          | 2 222     | 39,57 %     |  |  |

|                                                                                               | Nom                    | Parti             | Nombre de voix | %      | Maj. |
| --------------------------------------------------------------------------------------------- | ---------------------- | ----------------- | -------------- | ------ | ---- |
|                                                                                               | Jean-Guy Bergeron      | Libéral           | 15 656         | 46,5 % | 515  |
|                                                                                               | Hélène Robert          | Parti québécois   | 15 141         | 45 %   | -    |
|                                                                                               | Rudolf "Rudy" Neumayer | Égalité           | 2 449          | 7,3 %  | -    |
|                                                                                               | Georges Vaudrin        | Crédit social uni | 435            | 1,3 %  | -    |
| Total                                                                                         | Total                  | Total             | 33 681         | 100 %  |      |
| Le taux de participation lors de l'élection était de 76 % et 1 061 bulletins ont été rejetés. |                        |                   |                |        |      |

|                                                                                               | Nom                 | Parti                 | Nombre de voix | %      | Maj.  |
| --------------------------------------------------------------------------------------------- | ------------------- | --------------------- | -------------- | ------ | ----- |
|                                                                                               | Jean-Paul L'Allier  | Libéral               | 12 106         | 54,2 % | 6 949 |
|                                                                                               | Jean-Guy Bergeron   | Union nationale       | 5 157          | 23,1 % | -     |
|                                                                                               | Maurice Hébert      | Parti québécois       | 4 199          | 18,8 % | -     |
|                                                                                               | J.-Alexandre Ménard | Ralliement créditiste | 870            | 3,9 %  | -     |
| Total                                                                                         | Total               | Total                 | 22 332         | 100 %  |       |
| Le taux de participation lors de l'élection était de 87,9 % et 334 bulletins ont été rejetés. |                     |                       |                |        |       |

|                                                                                               | Nom                          | Parti               | Nombre de voix | %      | Maj. |
| --------------------------------------------------------------------------------------------- | ---------------------------- | ------------------- | -------------- | ------ | ---- |
|                                                                                               | Gaston Binette (sortant)     | Libéral             | 8 511          | 47,6 % | 94   |
|                                                                                               | Jean-Guy Bergeron            | Union nationale     | 8 417          | 47,1 % | -    |
|                                                                                               | Jean-Robert Rémillard        | RIN                 | 821            | 4,6 %  | -    |
|                                                                                               | A.-A. "Dollfuss" Saint-Louis | Ralliement national | 117            | 0,7 %  | -    |
| Total                                                                                         | Total                        | Total               | 17 866         | 100 %  |      |
| Le taux de participation lors de l'élection était de 84,3 % et 457 bulletins ont été rejetés. |                              |                     |                |        |      |

### Médiagraphie
: document utilisé comme source pour la rédaction de cet article.
- « Les résultats électoraux depuis 1867, D'Arcy-McGee à Duplessis », sur Assemblée nationale du Québec, 19 juin 2009 (consulté le 7 avril 2023). .
- Résidences Funéraires Goyer, « Bergeron, Jean-Guy Dr. », sur Journal de Montréal, 30 juin 2018 (consulté le 18 avril 2023).
- « Onze ex-députés décédés depuis cinq mois », sur Le Courrier parlementaire, 3 décembre 2018 (consulté le 18 avril 2023).